# Dean Foods
Dean Foods ist ein US-amerikanisches Molkereiunternehmen mit Firmensitz in Dallas, Texas. Es ist an der New York Stock Exchange seit dem 5. März 1997 unter dem Kürzel DF und im Aktienindex S&P 500 seit 2006 gelistet.
Dean Foods produziert verschiedene Produkte, die auf Milch basieren. In diesem Marktsegment ist Dean Foods Marktführer in den Vereinigten Staaten. Nach der Übernahme von Alpro von Vandemoortele 2009 wurde Dean Foods Marktführer bei Sojaprodukten in Europa. Die Marke Alpro wurde 2013 als The WhiteWave Foods Company wieder abgespalten und mittels IPO an der Börse verkauft.
An über 100 Standorten, in 38 Bundesstaaten, produzieren über 14.000 Beschäftigte die Produkte von Dean Foods. Dabei erwirtschafteten sie einen Umsatz von 7,33 Mrd. USD.

## Geschichte
Gegründet wurde das Unternehmen 1925 durch Samuel E. Dean.
Er erwarb das in Illinois befindliche Unternehmen Pecatonica Marketing Company und nannte es 1927 in Dean Evaporated Milk Company um.
In den folgenden Jahren erwarb Dean weitere Molkereien in Illinois. Im Dezember 2001 wurde das Unternehmen vom Konkurrenten Suiza Foods Corporation aus Dallas erworben. Hieraus entstand das heutige Unternehmen Dean Foods in Dallas.
Im ersten Quartal 2011 übernahm Schreiber Foods die Joghurt-Sparte von Dean Foods.
Im November 2019 meldete Dean Foods, die zweitgrößte Molkerei der USA, Insolvenz nach Chapter 11 an.

## Marken
Zu den von Dean Foods vertriebenen Marken gehören unter anderem:
| - Alta Dena - Barber's - Berkeley Farms - Broughton Foods Company - Brown's Dairy - Country Fresh - Creamland - Dairy pure - Dean Foods Ultra | - Gandy's - Garelick Farms - Hygeia - Land Lakes - Lehigh Valley - Mayfield Dairy Farms - McArthur Dairy - Meadow Brook - Meadow Gold - Model Dairy | - OakFarms Dairy - PET Evaporated Milk - Price's - Purity - Reiter Dairy - Swiss Premium - T.G. Lee - TruMoo - Tuscan Dairy Farms - Verifine |